# Edith Kellnhauser
Edith Kellnhauser (* 1933 in Wolkering, Landkreis Regensburg; † 23. Mai 2019) war eine deutsche Pflegewissenschaftlerin, Hochschullehrerin und Publizistin. Sie gilt als eine der bedeutendsten Personen der Pflegekammerbewegung.

## Leben und Wirken
Edith Kellnhauser absolvierte von 1951 bis 1953 die damals noch zweijährige Ausbildung zur Krankenschwester am Krankenhaus des Mutterhauses der Schwesternschaft vom Bayerischen Roten Kreuz in München. Bis 1955 war sie am RK-Krankenhaus München auf einer chirurgischen Station tätig und übernahm an diesem Krankenhaus von 1956 bis 1957 die Leitung einer Privatstation der Frauenklinik. Von 1957 bis 1958 absolvierte sie nach dem englischen, insbesondere von Florence Nightingale (1820–1910) begründeten Pflegesystem, das 3. Ausbildungsjahr zur examinierten Krankenschwester am West Middlesex Hospital in London, das sie mit dem Staatsexamen und der Anerkennung zur State Registered Nurse durch den General Nursing Council for England and Wales abschloss.
Ab 1959 wechselte Kellnhauser in die Vereinigten Staaten, die – mit einer dreijährigen Unterbrechung eines Aufenthaltes am Universitäts-Hospital in Alexandria – für mehr als 25 Jahre ihre Wahlheimat wurde. 
Nach einem mehrmonatigen stationären Dienst im Bereich Chirurgie und Innere Medizin an dem katholischen ordenseigenen Privatkrankenhaus „The Little Company of Mary“ in Chicago absolvierte sie zwischen November 1959 und Januar 1960 eine dreimonatige Nachqualifizierung am staatlichen Psychiatrischen Krankenhaus Chattahoochee und erwarb damit die Lizenz zur Krankenschwester und die Anerkennung als State Registered Nurse, die auch in den anderen Bundesstaaten der Vereinigten Staaten Gültigkeit hatte.
Kellnhauser arbeitete unter anderem als Stationsschwester, Abteilungschwester, Klinikoberschwester bzw. Stellvertretende Pflegedirektorin am Florida State Hospital, dem Jackson Memorial Hospital und am Cedars Medical Center in Miami insbesondere in den Bereichen onkologische und psychiatrische Pflege sowie chirurgische und innere Intensivpflege. 
Von 1977 bis 1980 studierte sie an der Florida International University, Miami, Philosophie mit dem Abschluss Bachelor of Arts sowie von 1983 bis 1985 Erziehungswissenschaft mit dem Schwerpunkt Erwachsenenbildung mit dem Abschluss Master of Science, wo sie auch Gasthörerin bei Gastvorlesungen von Elisabeth Kübler-Ross war. 
Nach ihrer Rückkehr nach Deutschland 1986 arbeitete Kellnhauser bis 1992 am Deutschen Krankenhausinstitut in Düsseldorf und übernahm dort die wissenschaftliche und redaktionelle Leitung der Literaturdatenbank HECLINET.
1992 wurde Kellnhauser als Professorin für Pflegemanagement und Pflegepädagogik an die Katholische Hochschule Mainz berufen und wurde Gründungsdekanin des Fachbereiches „Pflege“. 1993 wurde sie an der Universität Osnabrück mit der Arbeit Krankenpflegekammern und Professionalisierung der Pflege. Ein internationaler Vergleich mit Prüfung der Übertragbarkeit auf die Bundesrepublik Deutschland zum Dr. phil. promoviert.
Nach ihrer Emeritierung im Jahr 1999 war sie weiterhin auf verschiedenen Gebieten der Pflege tätig. Sie hielt Vorträge auf Fachkongressen und vermittelte Praktika für Pflegestudierende in den Vereinigten Staaten. Sie war Mitglied in beruflichen Kommissionen und Gremien.
Ab 2001 gab sie das von Liliane Juchli begründete Lehrbuch Thiemes Pflege heraus. 2012 erschien ihre Autobiographie Eine außergewöhnliche Pflegekarriere.

## Auszeichnungen
- 2017: Bundesverdienstkreuz am Bande des Verdienstordens der Bundesrepublik Deutschland[4]
- 2019: Deutscher Pflegepreis für das Lebenswerk des Deutschen Pflegerates[5]
- 2019: Ehrendoktorwürde der Pädagogischen Hochschule Schwäbisch Gmünd[1]

## Schriften
- mit Ursula Zawada: Pflegedokumentation in der häuslichen Krankenpflege. Visitas, Düsseldorf 1989, ISBN 3-927509-02-7.
- Krankenpflegekammern und Professionalisierung der Pflege. Ein internationaler Vergleich mit Prüfung der Übertragbarkeit auf die Bundesrepublik Deutschland. Dissertation. Universität Osnabrück 1993. Bibliomed, Melsungen 1994, ISBN 3-921958-97-0. 2. Auflage: Zawada, Mönchengladbach 2012, ISBN 978-3-932042-08-9.
- Fachenglisch für Pflegekräfte. Die Nutzung englischer Fachtermini am Beispiel der Pflege in den USA. Schlütersche, Hannover 2003, ISBN 3-87706-898-7.
- Eine außergewöhnliche Pflegekarriere. Autobiografie. Hpsmedia, Hungen 2012, ISBN 978-3-9814259-8-7.
- Der Gründungsprozess der Pflegekammer Rheinland-Pfalz. Schlütersche, Hannover 2016, ISBN 978-3-89993-380-2.